# Melanerpes chrysogenys
Melanerpes chrysogenys е вид птица от семейство Picidae.

## Разпространение
Видът е разпространен в Мексико.